# Elisabeth Schiemann
Pour les articles homonymes, voir Schiemann.
Élisabeth Schiemann, née le 15 août 1881 à Fellin dans l'Empire allemand et morte le 3 janvier 1972 à Berlin-Ouest, est une botaniste et généticienne allemande. Elle est une des premières femmes allemandes admises à l'université de Berlin où elle étudie les sciences naturelles.
Ses recherches portent sur l'histoire des plantes cultivées. Elle étudie les mécanismes clés de l'évolution et de la sélection végétale et elle est considérée comme une des fondatrices de la paléobotanique. Plusieurs de ses publications ont une renommée internationale et deviennent des ouvrages de référence.
Pendant la période du nazisme, elle s'oppose publiquement aux thèse pseudo-scientifiques sur la pureté de la race, exhorte l'Église confessante à prendre clairement position contre l'antisémitisme et aide des personnes persécutées et cache deux femmes juives à son domicile. Elle est honorée du titre de Juste parmi les nations pour l'aide qu'elle a apportée à des juifs cachés.
Sa carrière scientifique est parfois affectée par ses prises de position politique et par son genre. Elle soutient ses collègues femmes scientifiques au sein de l'Association allemande des femmes universitaires et de la Ligue des femmes allemandes.
En tant que l'une des rares biologistes allemandes de premier plan à être restée en Allemagne tout au long de la période nazie sans s'être compromise, Elisabeth Schiemann est une figure respectée dans les cercles scientifiques internationaux après 1945. Elle est ensuite tombée dans l'oubli durant de nombreuses années, avant de retrouver une certaine reconnaissance.

## Biographie

### Jeunesse et formation
Elisabeth Schiemann est née le 15 août 1881 à Fellin, alors dans l'Empire allemand, actuelle Viljandi en Estonie, dans la communauté de russes germanophones de Livonie, Elle est la fille de l'historien Theodor Schiemann (de) (1847-1921) et de Caroline von Mulert. Sa famille vit à Berlin à partir de 1887,.
Elle fréquente un lycée de filles et suit une formation à l'école normale de Berlin. Elle travaille ensuite comme enseignante à Berlin de 1899 à 1902 puis fait un séjour à Paris pour étudier les langues.
Depuis 1908, en Prusse, les femmes sont autorisées à entrer à l'Université, Elisabeth Schiemann s'inscrit donc à l'université Frédéric-Guillaume de Berlin où elle étudie les sciences de la vie de 1907 à 1912 et obtient un doctorat en 1912 avec une thèse sur les mutations chez les Aspergillus, sous la direction de  Erwin Baur,,. Elle appartient ainsi à la première génération de femmes allemandes qui peuvent étudier à l'université et poursuivre une carrière professionnelle indépendante, bien que des restrictions existent encore,.
En 1909, elle rencontre Lise Meitner, future physicienne, avec laquelle elle sera amie durant les soixante années suivantes. Lise Meitner fuit l'Allemagne en 1938 mais elles entretiennent une abondante correspondance, largement conservée et publiée pour la première fois en 2010, est une source documentaire importante,.

### Carrière scientifique
De 1914 à 1931, Elisabeth Schiemann est assistante à l'Institut de recherche sur l'hérédité de l'université agricole de Berlin (de), dirigé par Erwin Baur,. Elle supervise la collecte des grains, entretient les zones d'essais et s'occupe des doctorants.
Entre temps, en 1924, elle passe une habilitation postdoctorale avec une thèse sur la génétique des types hiver et été de l'orge. Avec sa licence d'enseignement universitaire, elle travaille comme privatdozent. À ce titre, elle donne des conférences sur la science des semences et la biologie de la reproduction à l'Université agricole,.
Elle entretient très tôt des contacts avec des chercheurs étrangers parmi lesquels Nikolaï Vavilov (1887-1943) qu'elle rencontre au 5e congrès international de génétique à Berlin en 1927.
Elle contribue à la création du Kaiser-Wilhelm-Institut pour la recherche en sélection. En 1930, elle est pressentie pour la direction d'un nouveau département indépendant sur l'histoire et l'origine des plantes cultivées mais Erwin Baur reporte sans arrêt sa nomination et donne finalement le poste à son gendre. Déçue, elle cesse leur collaboration,,.
Lorsque le poste de direction de l'institut à la Faculté d'agriculture, devenu vacant après le départ de Baur en 1931, est à nouveau attribué à un homme beaucoup plus jeune et moins connu qu'elle, Hans Kappert, Elisabeth Schiemann quitte le Kaiser-Wilhelm-Institut et, après un courte période d'études en Angleterre, mène des recherches non rémunérées au musée botanique de Berlin-Dahlem. Elle assure sa subsistance grâce à des bourses d'études et aux dons de sa sœur Gertrud Schiemann. Ses possibilités de mener des expériences étant considérablement limitées, elle réoriente sa recherche vers l'histoire des plantes cultivées, en particulier les liens entre les formes sauvages et cultivées. De plus en tant que femme elle n'est pas autorisée à participer à des expéditions de collecte de plantes.
De 1931 à 1943, Elisabeth Schiemann travaille comme scientifique invitée à l'Institut botanique de Berlin-Dahlem. En 1932, elle publie le résultat de ses recherches dans un livre intitulé Entstehung der Kulturpflanzen (L'Origine des plantes cultivées). Il lui vaut une reconnaissance internationale et devient un ouvrage de référence dans la recherche sur les plantes cultivées. En 1943, elle publie un autre article fondamental sous le même titre dans la revue Ergebnisse der Biologie. En 1931, elle termine son habilitation à la faculté de philosophie de l'université de Berlin.
Son opposition au régime nazi coûte à Elisabeth Schiemann son poste d'enseignante en 1940. Grâce à des bourses de recherche accordées par le botaniste Fritz von Wettstein (de), elle peut continuer à travailler au musée botanique de Berlin-Dahlem,.
Cependant comme elle est la seule experte allemande en histoire des plantes cultivées, elle est nommée en 1943 à la direction d'un département d'histoire des plantes cultivées du nouvel Institut Kaiser Wilhelm de recherche sur les plantes cultivées à Vienne, mais son département reste à Berlin,.
Après 1945, elle joue un rôle important dans le renouveau de la science en Allemagne. Elle s’engage également dans la reconstruction du Deutscher Akademikerinnenbund (Association allemande des femmes universitaires) dans laquelle elle a été active avant 1933 et dirige le comité des relations internationales de la Ligue des femmes allemandes.
Ce n’est qu’après la fin de la guerre, en 1946 — à l’âge de 65 ans — qu’on lui propose enfin une chaire à l'université de Berlin.
En 1953, son département, renommé Forschungsstelle für Geschichte der Kulturpflanze (Centre de recherche sur l'histoire des plantes cultivées), passe à la Société Max Planck. Elisabeth Schiemann le dirige de 1952 à 1956. Après sa retraite en 1956, le département est dissous.

#### Recherche scientifique
Elisabeth Schiemann étudie les mécanismes clés de l'évolution et de la sélection végétale. Dans ses travaux sur l'histoire des plantes cultivées, elle combine méthodes systématiques de géographie végétale et expérimentales. Son travail donne une impulsion à la recherche sur les cultures. Son ouvrage principal, Die Entstehung der Kulturpflanzen (Le développement des cultures), est un traité pionnier avec un impact important et durable.
Elle comprend la sélection comme une évolution dirigée par les humains et est une des premières à préconiser la sélection des fraises pour obtenir les meilleures variétés,. Elle est considérée comme l'une des fondatrices de la paléobotanique, qui étudie les liens entre la végétation, l'habitat et la propagation des plantes par l'homme,. Sa liste de publications comprend plus de 80 titres. Son ouvrage Weizen, Roggen, Gerste. Systematik, Geschichte und Verwendung publié en 1948, est un titre de référence.
Elle a comme étudiants Maria Hopf (en) et Hermann Kuckuck (de).

### Résistance au nazisme
Elisabeth Schiemann s'oppose dès le début au nazisme. Elle se prononce ouvertement contre la « théorie raciale » pseudo-scientifique du national-socialisme et son darwinisme, contre la persécution des Juifs et l'abolition du multipartisme. Pour la généticienne qu'elle est, préserver le pureté des « races » humaines et appliquer aux personnes les lois biologiques de l'hérédité est un non-sens scientifique,. Après une dénonciation et un conflit sur son poste d'enseignante, sa licence d'enseignement lui est retirée en 1940 pour « manque de fiabilité politique »,,.
Elle défend ses collègues juifs et russes en les citant dans ses conférences, boycotte les réunions de la Ligue nationale-socialiste des professeurs d’université et dénonce publiquement l’État nazi « sans foi ni loi ».
Avec sa sœur Gertrud Schiemann, musicienne, elle cache, à partir de 1934, les sœurs juives Andrea et Valerie Wolffenstein avant d'assurer leur fuite vers Munich et une nouvelle cache, leur sauvant la vie. Elle aide d'autres juifs à fuir et, alpiniste chevronnée, elle en a peut-être accompagné certains dans la montagne, mais elle est toujours restée très discrète sur ses activités,,.
Membre de l'Église confessante depuis 1934, comme Elisabeth Schmitz, elle presse celle-ci de prendre clairement position contre l'antisémitisme et de ne pas protéger seulement les juifs chrétiens. Elle adresse une lettre au pasteur Martin Niemöller en 1936 : « À quel point sommes-nous sur le point d’accepter mentalement le slogan « Juda Verrecke » [l’un des slogans nazis, qui se traduit par « Juda croasse »] et de condamner silencieusement les gens de race juive — juifs et chrétiens — à la destruction morale, et même physique. ».
Elle écrit aux pasteurs et aux ministres pour les convaincre. « Les découvertes biologiques ont souvent été falsifiées par des amateurs et ensuite transformées en pierres angulaires de structures éducatives vouées à l'effondrement » écrit-elle au pasteur Martin Niemöller en 1935,. À la fin des années 1930, elle adresse une plainte écrite au comte Lutz Schwerin von Krosigk, ministre des Finances, pour signaler les conditions dans lesquelles les juifs doivent demander leur émigration « Des milliers d'Allemands d'origine juive veulent émigrer. Des centaines de mères et d'épouses, dont les fils et les maris se trouvent dans des camps de concentration, peinent à obtenir les documents nécessaires. . . . Ces gens pauvres et sans défense, que nous avons condamnés à perdre leur patrie, . . . sont maltraités. Ayant choisi le bureau le plus inadapté, où se trouvent de nombreuses personnes âgées et malades. . . et des jeunes qui sont pratiquement des enfants doivent se rassembler, Monsieur le Ministre, c'est épouvantable ».
Le Mémorial Yad Vashem lui rend hommage le 16 décembre 2014 en lui attribuant le tire de Juste parmi les nations.

### Fin de vie et inhumation
Elisabeth Schiemann meurt le 3 janvier 1972 à Berlin. Elle est inhumée au cimetière St Annen (de) à Berlin-Dahlem. Sa tombe est une « tombe d'honneur » de la ville de Berlin depuis 2018.

## Distinctions
- En 1953, elle est la première femme depuis 1945 à devenir membre scientifique de la Société Max Planck.
- En 1954, elle reçoit la Croix du Mérite (Steckkreuz) de l'Ordre du Mérite de la République fédérale d'Allemagne [2].
- La même année, elle devient membre honoraire de la Société botanique de France[2]
- En 1956, elle est membre de l'Académie Léopoldine à Halle/Saale[2]
- En 1959, elle reçoit la plaque Darwin (de) de l'Académie Léopoldine. Elle est la seule femme parmi 18 lauréats[2]
- En 1960, elle est nommée membre d'honneur de la Société de zoologie et de botanique de Vienne[2]
- En 1962, la faculté d'agriculture de l'Université technique de Berlin lui décerne un doctorat honoris causa, c'est la première université allemande à honorer ainsi une femme[2].
- Une rue de Berlin-Falkenberg, porte son nom depuis 2003, la Elisabeth-Schiemann-Straße
- Une salle de conférence située dans le bâtiment de physiologie végétale de l'Institut de biologie de la Université libre de Berlin porte le nom d'Elisabeth Schiemann[10].
- L'Université libre de Berlin organise, depuis 2010, un concours Elisabeth Schiemann à l'intention des étudiants et étudiantes en génétique, et vise à sensibiliser à la responsabilité sociale des sciences[16]
- Depuis 2013, l'Elisabeth Schiemann Kolleg de la Société Max Planck soutient des jeunes femmes scientifiques particulièrement douées après leur phase postdoctorale[3],[17].
- En 2014, le Centre de mémoire de l’Holocauste Yad Vashem, honore Elisabeth Schiemann du titre de « Juste parmi les nations ». La cérémonie solennelle a lieu à la Maison Harnack de la Société Max Planck à Berlin en février 2018[3].

## Principales publications
- (de) Geschlechts- und Artkreuzungsfragen bei Fragraria, Iena, Verlag Gustav Fischer, 1931
- (de) Entstehung der Kulturpflanzen, Berlin, Verlag Borntraeger, 1932
- (de) « Entstehung der Kulturpflanzen », Ergebnisse der Biologie, vol. 19,‎ 1943, p. 409-552
- (de) « Die Bedeutung der experimentellen Genetik für die botanische Systematik », Naturwissenschaft,‎ 1932, p. 145-150
- (de) « Bestimmung einiger Pflanzenfunde aus dem Grab des Tut-Ench-Amon », Englers Botanische Jahrbücher,‎ 1941, p. 511-519
- (de) Weizen, Roggen, Gerste. Geschichte, Entstehung und Verwendung, Iena, Verlag G. Fischer, 1948
- (de) « Tine Tammes zum Gedächtnis », Der Züchter,‎ 1949
- (de) « Die Geschichte der Kulturpflanzen im Wandel der Methoden », Botanik Tidsskrift,‎ 1954, p. 308-329
- (de) « Biologie, Archäologie und Kulturpflanzen », Jahrbuch der Max-Planck-Gesellschaft,‎ 1955, p. 177-198
- (de) « Die Pflanzenfunde in der neolithischen Siedlungen Nogetorp, Östra Vrå u. Brokvarn », S. Florin (éd.), Vråkulturen,‎ 1958, p. 253-300
- (de) « Autobiographie », Nova Acta Leopoldina, no 143,‎ 1959, p. 291-292
- (de) « Freundschaft mit Lise Meitner », Neue Evangelische Frauenzeitung, no 3,‎ 1959
- (de) « Erinnerungen an meine Berliner Universitätsjahre », Studium Berolinense, Gedenkschrift der Westdeutschen Rektorenkonferenz und der Freien Universität Berlin zur 150. Wiederkehr des Grundungsjahres der Friedrich-Wilhelms-Universität zu Berlin,‎ 1960, p. 845–856